# Hans van der Vlist (1947)
Johannes (Hans) van der Vlist (Rotterdam, 29 april 1947) is een voormalig Nederlands politicus en ambtenaar.
Van der Vlist ging in Middelburg naar de HBS (1959-1964) en vervolgens studeerde hij weg- en waterbouw aan de Technische Hogeschool Delft, waar hij in 1971 afstudeerde. Vervolgens ging hij aan de slag als ambtenaar bij de gemeente Rotterdam (1971-1972) en bekleedde hij leidinggevende functies bij Gemeentewerken Schiedam (1972-1986).
In 1978 werd Van der Vlist namens de Partij van de Arbeid in de Provinciale Staten van Zuid-Holland gekozen. In 1986 werd hij benoemd in de Gedeputeerde Staten, waar hij belast werd met milieu, waterkwaliteit, energie en drinkwatervoorziening. In 1995 werd hij benoemd tot dijkgraaf van het Hoogheemraadschap van Uitwaterende Sluizen in Hollands Noorderkwartier, een positie die hij zes jaar zou bekleden.
In 2001 maakte hij zijn opwachting bij het Ministerie van Volkshuisvesting, Ruimtelijke Ordening en Milieubeheer, als Directeur-generaal voor milieubeheer. In 2007 werd hij uiteindelijk benoemd tot secretaris-generaal van hetzelfde ministerie, waarmee hij de laatste secretaris-generaal voor VROM zou zijn, voordat het zou worden samengevoegd met andere ministeries in de reorganisatie van Kabinet-Rutte I in 2010.
Van der Vlist ging in 2012 met pensioen, maar bleef commissaris bij diverse nutsbedrijven zoals Vestia, energiebedrijven en slibverwerkers. In 2015 was hij kwartiermaker voor de inkomende Nationaal Coordinator voor Groningen, Hans Alders. Sinds 2012 is hij buitengewoon lid van de Onderzoeksraad voor Veiligheid.

## Voetnoten en referenties
1. 1 2  Ir. J. (Hans) van der Vlist. www.parlement.com. Gearchiveerd op 7 november 2017. Geraadpleegd op 27 juni 2017.
2. 1 2  - Nintes. nintes.toomba.nl. Geraadpleegd op 27 juni 2017.
3. ↑  Scope Business Media, Hans van der Vlist - voormalig secretaris-generaal - ministerie van OCW. managementscope.nl. Gearchiveerd op 10 september 2016. Geraadpleegd op 27 juni 2017.
4. ↑  Nieuwe secretaris-generaal VROM - Vastgoedmarkt. Vastgoedmarkt. Geraadpleegd op 27 juni 2017.
5. ↑  ’Bij Vestia werden commissarissen gemanipuleerd door directeur'. ThePostOnline (19 november 2013). Geraadpleegd op 27 juni 2017.
6. 1 2  Cookiemelding - DVHN.nl. www.dvhn.nl. Geraadpleegd op 27 juni 2017.
7. 1 2  Onderzoeksraad voor Veiligheid | Over de raad | Buitengewone raadsleden. www.onderzoeksraad.nl. Gearchiveerd op 9 augustus 2017. Geraadpleegd op 27 juni 2017.